# Ward Kimball
Ward Walrath Kimball, född den 4 mars 1914, död den 8 juli 2002, var en Oscarvinnande animatör som arbetade vid Walt Disney Productions. Han var en ur Walt Disneys grupp av animatörer som kallas för Disney's Nine Old Men. Trots att Kimball var en briljant tecknare föredrog han att arbeta med komiska karaktärer istället för med komplicerade människodesigner. Han hade lätt för att animera och letade konstant efter nya sätt att göra saker.

## Karriär
Kimball skapade flera klassiska Disneykaraktärer, bland annat kråkorna och det lilla loket Casey Jr. i Dumbo, Tweedle Dee och Tweedle Dum, Hattmakaren och Filurkatten i Alice i Underlandet, mössen och Lucifer i Askungen och Benjamin Syrsa från Pinocchio. I mitten på 1950-talet blev han regissör och gjorde då bland annat den oscarvinnande kortfilmen Tut, Pip, Plong och Bom samt tre TV-serier om yttre rymden som gjorde att USA startade sitt rymdprogram.
Kimball var också en jazztrombonist. Han grundade och ledde Dixielandseptetten Firehouse Five Plus Two där han spelade just trombon. De gjorde åtminstone 13 LP-skivor och turnerade i klubbar, college och jazzfestivaler från 1940-talet till tidigt 1970-tal. 
Tillsammans med arbetsgivaren och vännen Walt Disney samlade Kimball gamla järnvägsdelar, då han var en tågentusiast. Han donerade senare sin samling till Orange Empire Railway Museum i Perris i Kalifornien. Ett fullstort ånglok, vilket Kimball själv körde på en järnväg i hans privata tre tunnland stora bakgård Grizzly Flats i San Gabriel, Kalifornien, har delar av originalmålningarna på huvudlampan och kabinen. Ångloket finns på permanent utställning i Disneyland Railroad på Disneyland. Inspirationen för Disneyland Railroad kom också delvis från Walts personliga järnväg, Carolwood Pacific Railroad, som också var delvis byggt av Kimball. Järnvägsstationen på Kimballs Grizzly Flats är modellen för järnvägsstationen i Disneyland Frontierland.
Kimball fortsatte att arbeta på Disney fram till tidigt 1970-tal, då han jobbade med TV-program, Mary Poppins, regin av Sängknoppar och kvastskaft samt titlarna för spelfilmer som Den vilda jakten på Charlie! och Bullwhip Griffins äventyr. Hans sista jobb för Disney var som producent och regissör för TV-serien The Mouse Factory.
Han fortsatte att arbeta på flera egna projekt och återvände till Disney för att göra lite publicitetsturnéer. Kimball arbetade även med en attraktion för EPCOT Center kallad The World of Motion.
Ward Kimball dog i Los Angeles, Kalifornien av komplikationer från lunginflammation vid en ålder av 88 år.

### Fotnoter
1. ↑  Ward Kimball, RKDartists (på engelska), RKDartists-ID: 246694.[källa från Wikidata]
2. 1 2  SNAC, SNAC Ark-ID: w6cv6mgv, läs online, läst: 9 oktober 2017.[källa från Wikidata]
3. 1 2 3 4 5 6 7 8  ”Kimball, Ward Walrath”, Who's Who in Animated Cartoon : An International Guide to Film and Television's Award-Winning and Legendary Animators, Hal Leonard Corporation, 2006, ISBN 978-1-55783-671-7.[källa från Wikidata]
4. ↑  Ward Kimball, 88; Key Disney Animator (på engelska), Los Angeles Times, 9 juli 2002, läs online.[källa från Wikidata]
5. ↑  In Memoriam, The Animation Guild, läs onlineläs online, läst: 16 mars 2017.[källa från Wikidata]
6. ↑  RKDartists, RKDartists-ID: 246694, läst: 9 oktober 2017.[källa från Wikidata]
7. ↑  Disney Legends: Ward Kimball (på engelska), D23, läs online.[källa från Wikidata]
8. ↑  läs online, id.lib.harvard.edu .[källa från Wikidata]
9. ↑  Union List of Artist Names, ULAN: 500486588, läs online, läst: 5 december 2024.[källa från Wikidata]
10. ↑  läs online, www.comic-con.org , läst: 17 september 2021.[källa från Wikidata]
11. ↑  Disney Legends: Ward Kimball (på engelska), D23, läs online, läst: 8 april 2017.[källa från Wikidata]